# Schiffsbesatzung

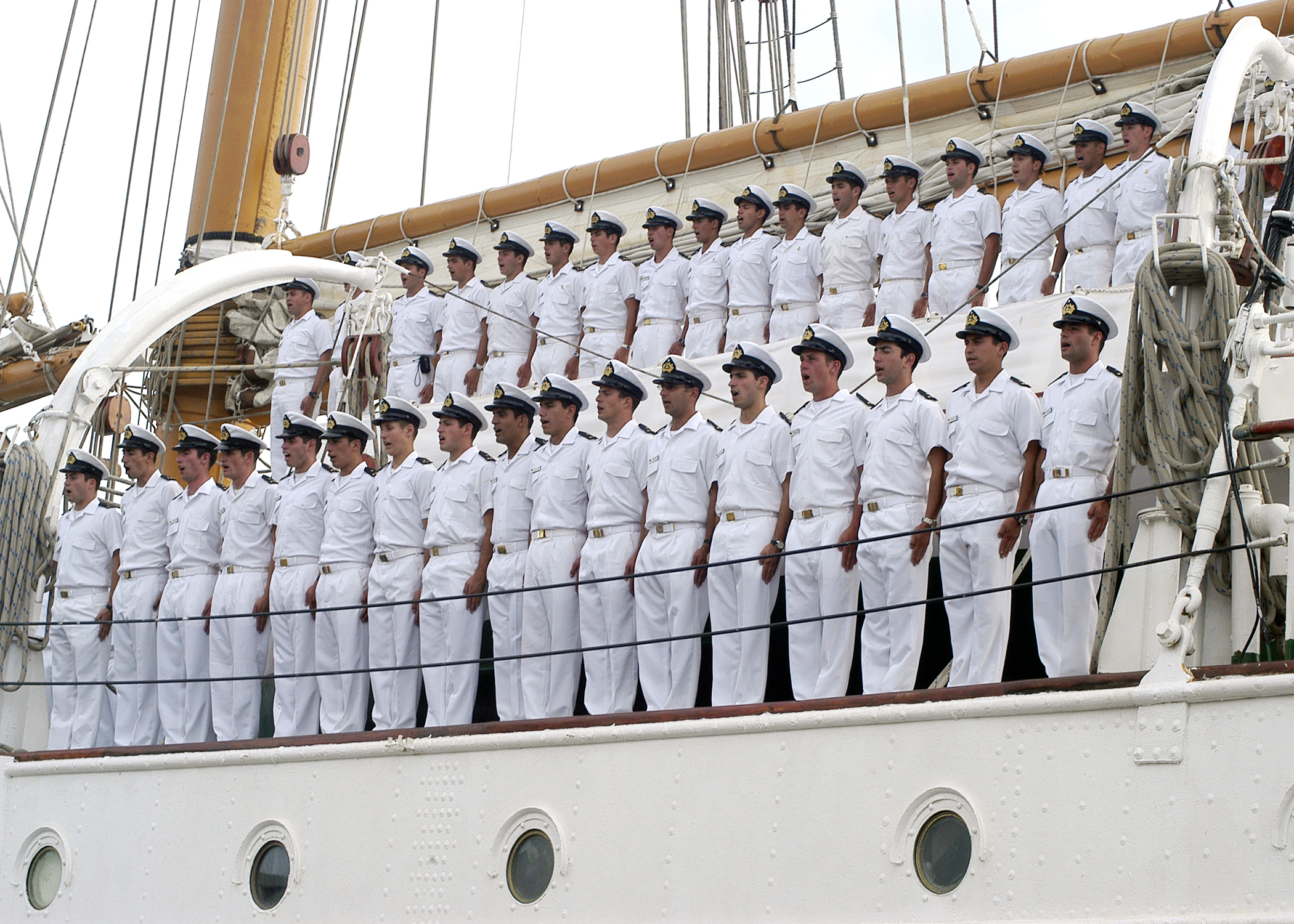
Teil einer militärischen Schiffsbesatzung des 21. Jahrhunderts

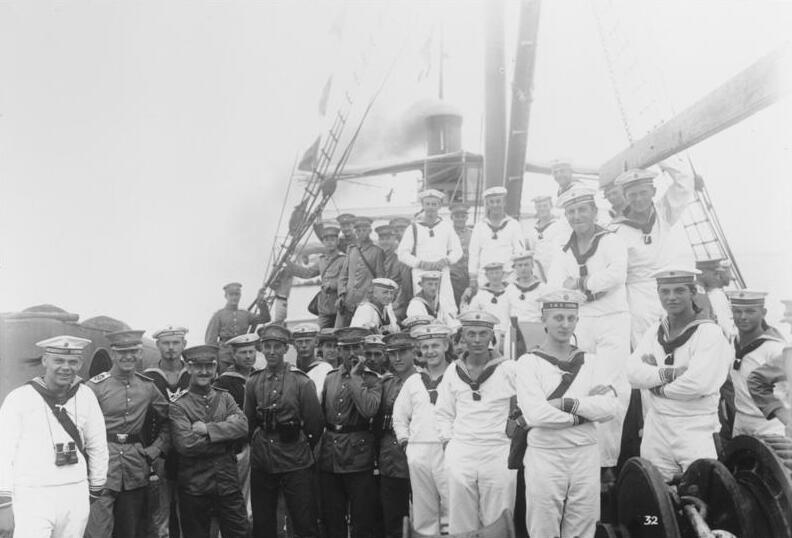
Teil einer militärischen Schiffsbesatzung um ca. 1900

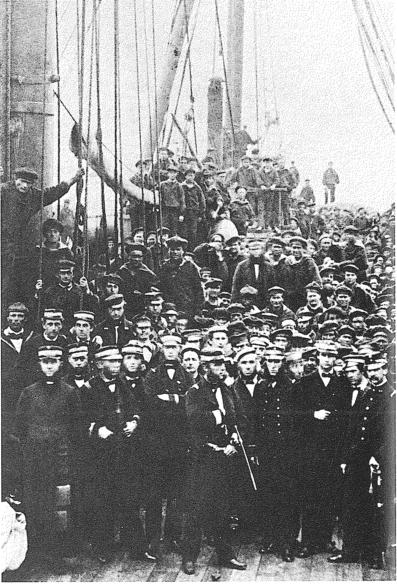
Teil einer militärischen Schiffsbesatzung von 1864

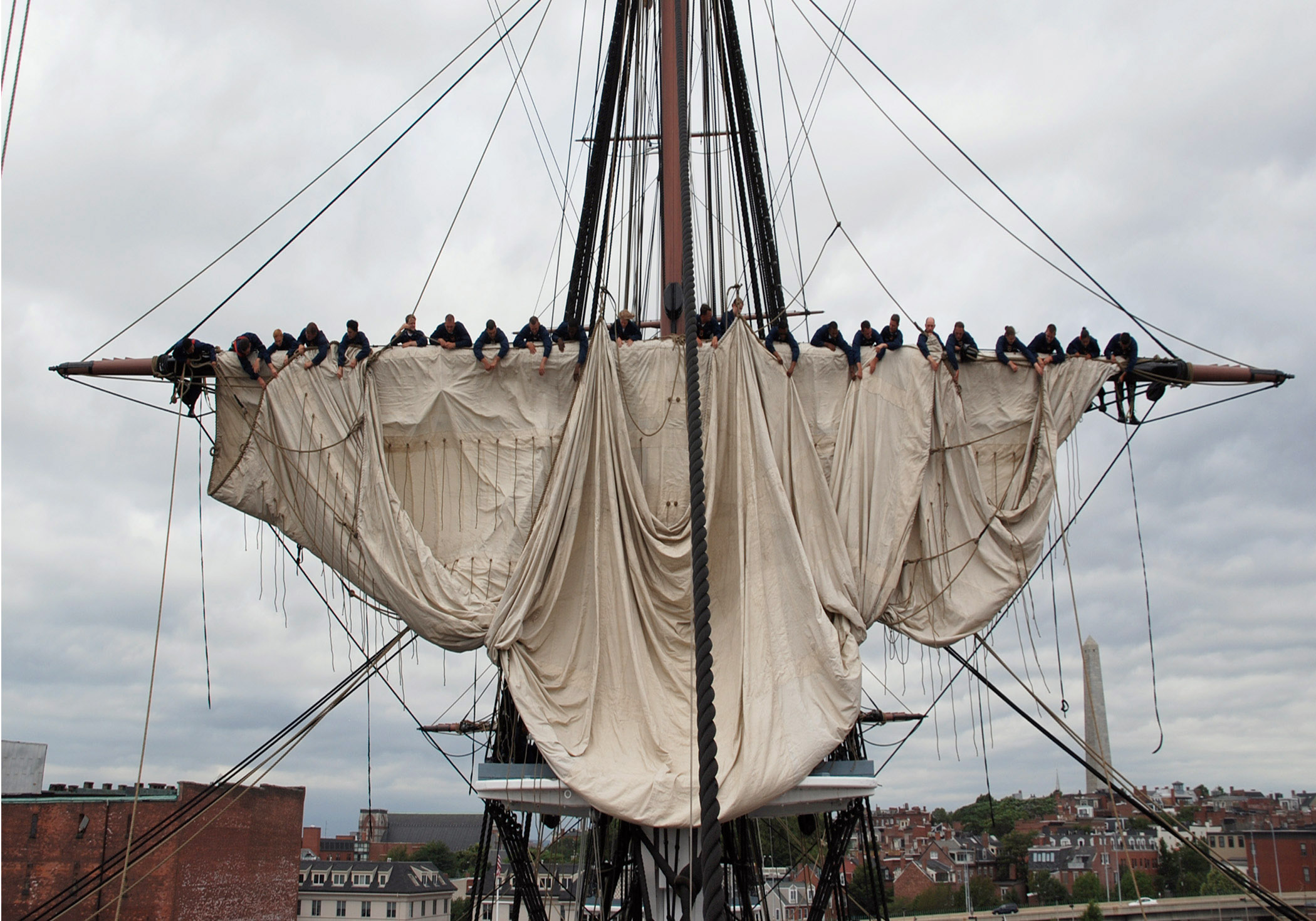
Schiffsbesatzungsmitglieder auf einer Rah der 1797 erbauten Constitution

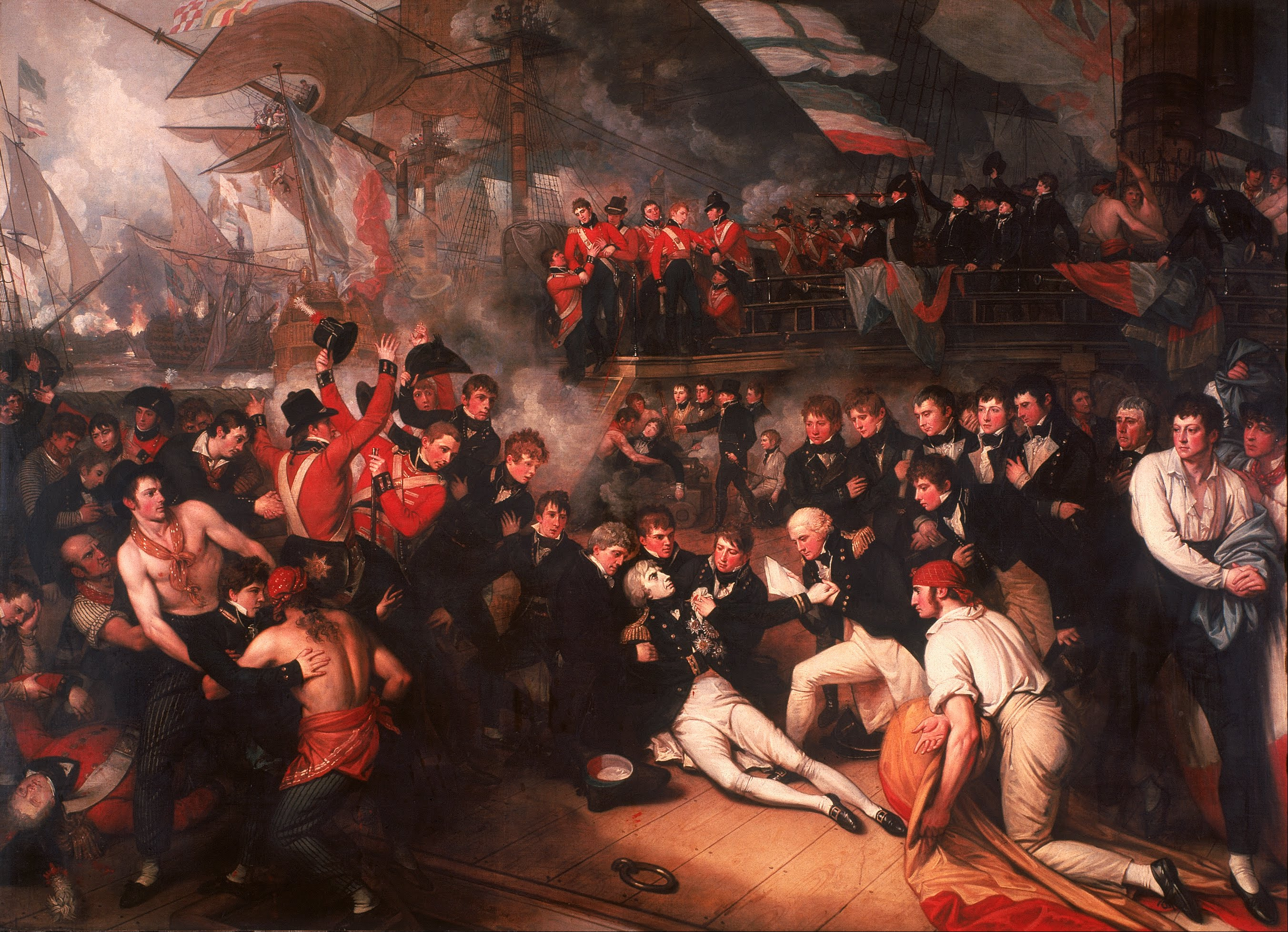
Gemälde von einer militärischen Schiffsbesatzung von 1806

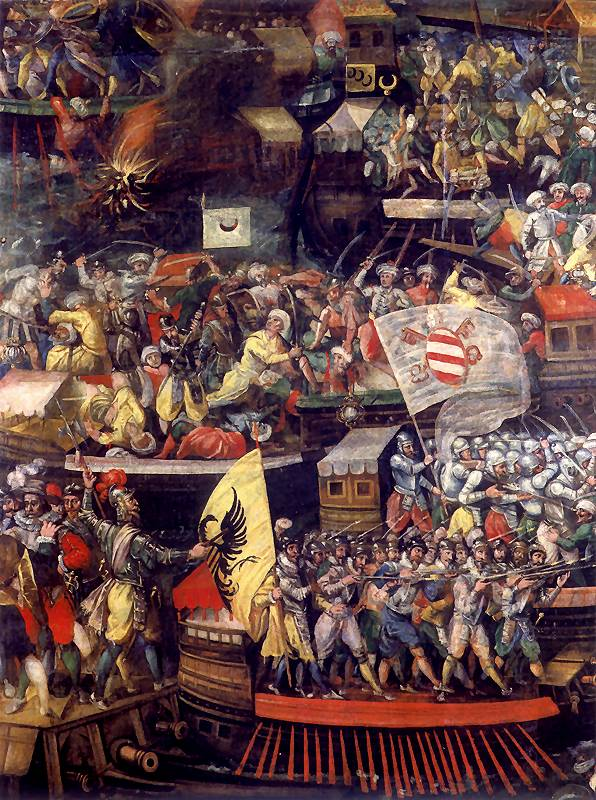
Gemälde von türkischen und europäischen Schiffsbesatzungen aus dem Jahr 1632

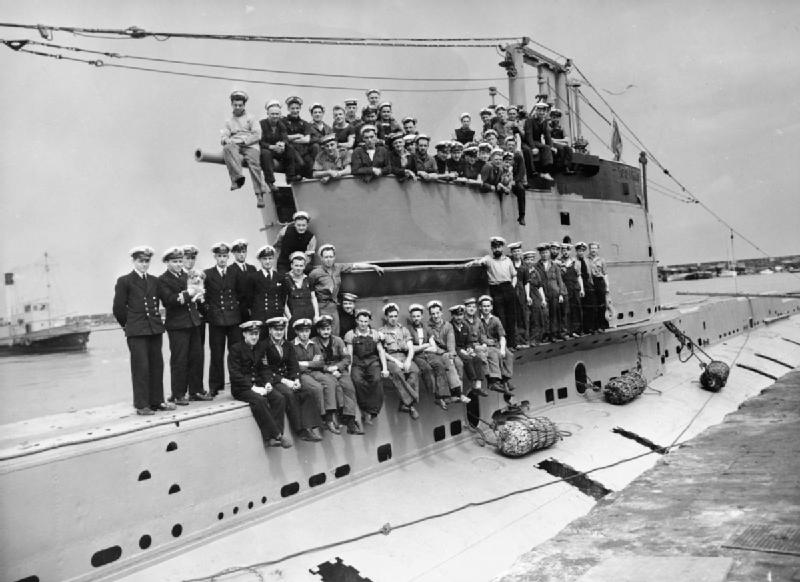
U-Boot-Besatzung

Eine Schiffsbesatzung (auch Bemannung) ist die Gesamtheit aller Seeleute auf einem Boot oder Schiff. Zur Besatzung zählen der Kapitän, die nautischen Offiziere und technischen Offiziere sowie – je nach Fahrzeug – andere Mitarbeiter wie Decks-, Maschinen- und Service-Personal.
Der Begriff wird hauptsächlich in der Berufsschifffahrt verwendet, seltener auch bei Luftschiffen und in der Raumfahrt (siehe Raumfahrer).

## Regelungen
Der Umfang und die Qualifikation der Besatzung richtet sich nach Vorschriften entsprechend dem Fahrtgebiet und Einsatzbereich. Hier werden einige Rollen explizit definiert, während andere Positionen zwar zur Besatzung gezählt werden, aber in den amtlichen Ausführungen keine Erwähnung finden. So richtet sich die deutsche Schiffsbesetzungsverordnung (SchBesV) von 2013 in § 1 an alle deutschen Kauffahrteischiffe, die die Bundesflagge führen. Dort werden neben dem Kapitän und den Offizieren – je nach Größe des Schiffes – noch Schiffsmechaniker und wachbefähigte Seeleute erwähnt. Spezielle Berufe wie Funker, Schiffsarzt, Matrose, Maschinisten, Elektriker, Köche und Stewards können an Bord sein, sind aber dort nicht weiter geregelt.
Auch für andere Betriebsformen existieren gesetzliche länderabhängige Besatzungsvorgaben, so beispielhaft für die Schiffsführung gewerblich genutzter Sportboote oder den Betrieb von Traditionsschiffen. Die verschiedenen Besetzungsvorschriften sind oft abhängig von der Schiffslänge, dem Fahrtgebiet und täglicher Fahrenszeit. Grundsätzlich gilt, dass die Besatzung so zusammengesetzt sein muss, dass das Schiff unter allen Bedingungen stets sicher geführt werden kann.

## Beispiele für Schiffsbesatzungen
Im Laufe der Jahrhunderte wurden verschiedene Anforderungen an die Schiffsbesatzungen gestellt. So war es im Galeeren- oder Segelzeitalter erheblich personalaufwändiger, ein Schiff sicher zu führen und alle für die Fortbewegung notwendigen Schritte einzuleiten, als es für die heutige weitestgehend automatisierte und maschinisierte Schifffahrt erforderlich ist. Darüber hinaus dauerten die Reisen erheblich länger und konnten sich über Monate oder gar Jahre hinziehen, während heutzutage die gleiche Strecke durch den windunabhängigen Maschinenantrieb innerhalb von Tagen oder Wochen bereist werden kann.
Vor diesem Hintergrund sind Schiffsbesatzungen und Schiffe aus damaliger Zeit auch mit einem anderen personellen Mengengerüst ausgestattet gewesen, die zudem in ihren Funktionen komplexe Aufgaben wahrzunehmen hatten. So besaßen die Einhaltung der Borddisziplin, langfristige Bevorratung der Mannschaften, Reparatur und Erhaltung des Schiffes mit Bordmitteln während der Reise eine andere Rolle, als es heute der Fall ist.
Militärische Schiffsbesatzungen unterschieden sich in die Seeleute für den schiffstechnischen Dienst, geführt von nautischen Offizieren, Marineartilleristen für die Bedienung der Schiffsgeschütze und Seesoldaten für den in früheren Zeiten Nahkampf Schiff zu Schiff und die militärische Ordnung an Bord, diese wurden getrennt von der Schiffsbesatzung untergebracht.
Um einen Überblick über Schiffsbesatzungen unterschiedlicher Epochen und einen Einblick in die einzelnen Funktionen an Bord zu geben, sind nachfolgend einige exemplarische Schiffsbesatzungen aufgeführt.

### Segelkriegsschiff im Jahr 1690
Die funktionelle Zusammensetzung der Schiffsbesatzung eines hamburgischen Segelkriegsschiffes ("Convoyer") aus dem Jahr 1690 ist wie folgt überliefert:
| Anzahl  | Funktion (Rang/Dienstgrad)       | Besoldung (Monat) / Anmerkung                                                          |
| ------- | -------------------------------- | -------------------------------------------------------------------------------------- |
| 1       | Kapitän                          | 150 Taler                                                                              |
| 1       | Lieutenant                       | 150 Taler                                                                              |
| 1       | Steuermann                       | 150 Taler                                                                              |
| 1       | Schiffer                         | 150 Taler                                                                              |
| 1       | Kommandeur der Soldaten          | 30 Taler                                                                               |
| 60      | Soldaten                         | 12 Taler                                                                               |
| ca. 140 | Schiffsjungen                    | 7 ½ Taler                                                                              |
| 2       | Küper                            | zwischen 7 ½ und 24 Taler                                                              |
| 1       | Kochsmaat (Smut)                 | zwischen 7 ½ und 24 Taler                                                              |
| 4       | Quartiermeister                  | zwischen 7 ½ und 24 Taler                                                              |
| 2       | Segelmacher                      | zwischen 7 ½ und 24 Taler                                                              |
| 1       | Unterbarbier                     | zwischen 7 ½ und 24 Taler                                                              |
| 1       | Hauptbootsmannsmaat              | zwischen 7 ½ und 24 Taler                                                              |
| 8       | Büssenschütte(r)                 | zwischen 7 ½ und 24 Taler                                                              |
| 1       | Schimmannsmaat (auch: Schiemann) | zwischen 7 ½ und 24 Taler                                                              |
| 1       | Obertrompeter                    | nicht genau beziffert, reichte aber für gesicherte Existenz                            |
| 4       | Untertrompeter                   | nicht genau beziffert, reichte aber für gesicherte Existenz                            |
| 2       | Constabel                        | nicht genau beziffert, reichte aber für gesicherte Existenz                            |
| 1       | Feuerwerker                      | nicht genau beziffert, reichte aber für gesicherte Existenz                            |
| 1       | Mittelzimmermann                 | nicht genau beziffert, reichte aber für gesicherte Existenz                            |
| 1       | Oberzimmermann                   | nicht genau beziffert, reichte aber für gesicherte Existenz                            |
| 1       | Schreiber                        | nicht genau beziffert, reichte aber für gesicherte Existenz                            |
| 1       | Schimmann (auch: Schiemann)      | nicht genau beziffert, reichte aber für gesicherte Existenz                            |
| 1       | Barbier                          | nicht genau beziffert, reichte aber für gesicherte Existenz                            |
| 1       | Koch                             | nicht genau beziffert, reichte aber für gesicherte Existenz                            |
| 1       | Hauptbootsmann                   | nicht genau beziffert, reichte aber für gesicherte Existenz                            |
| 1       | Untersteuermann                  | nicht genau beziffert, reichte aber für gesicherte Existenz                            |
| 1       | Schneider                        | nicht genau beziffert, im Verhältnis zu allen anderen Besatzungsmitgliedern sehr wenig |
| 1       | Bildhauer                        | nicht genau beziffert, im Verhältnis zu allen anderen Besatzungsmitgliedern sehr wenig |
| 1       | Glaser                           | nicht genau beziffert, im Verhältnis zu allen anderen Besatzungsmitgliedern sehr wenig |
| 1       | Maler                            | nicht genau beziffert, im Verhältnis zu allen anderen Besatzungsmitgliedern sehr wenig |
| 1       | Bordgeistliche                   | von allen Besatzungsmitgliedern am wenigsten                                           |

### Segelkriegsschiff im Jahr 1805
Die funktionelle Zusammensetzung der Schiffsbesatzung eines französischen Linienschiffes aus dem Jahr 1805 ist wie folgt überliefert:
| Anzahl | Rang/Dienstgrad (französisch)                                                | Übersetzung                                   | Anmerkung                                                   |
| ------ | ---------------------------------------------------------------------------- | --------------------------------------------- | ----------------------------------------------------------- |
| 23     | officiers:                                                                   | Offiziere:                                    |                                                             |
| 1      | capitaine de vaisseau                                                        | Kapitän zur See                               |                                                             |
| 1      | capitaine de frégate                                                         | Fregattenkapitän                              |                                                             |
| 4      | lieutenants de vaisseau                                                      | Kapitänleutnants                              |                                                             |
| 4      | enseignes de vaisseau                                                        | Fähnrich zur See                              |                                                             |
| 2      | officiers de garnisons                                                       | Garnisonsoffiziere                            | Infanterieoffiziere                                         |
| 1      | agent comptable                                                              | Zahlmeister                                   | beamteter Buchhalter                                        |
| 1      | officier de santé                                                            | Sanitätsoffizier                              | Dienstgrad mit medizinischer Grundausbildung                |
| 9      | aspirants                                                                    | Offizieranwärter                              |                                                             |
| 117    | officiers mariniers:                                                         | Unteroffiziere der Marine:                    |                                                             |
| 2      | maîtres de manœuvre ou d’équipage: - maître d’équipage - maître de manoeuvre | Oberbootsmann der Marine                      |                                                             |
| 2      | second maîtres d’équipage                                                    | Bootsmann                                     | ggf. auch Unterbootsmann                                    |
| 3      | contremaîtres de manœuvre                                                    | Obermaat                                      |                                                             |
| 18     | quartiers-maîtres de manœuvre                                                | Quartiermeister                               | Dienstgrad vergleichbar mit Maat                            |
| 2      | maîtres canonniers des classes                                               | Erster Kanoniermeister der 1. oder 2. Klasse  |                                                             |
| 2      | seconds maîtres canonniers des classes                                       | Zweiter Kanoniermeister der 1. oder 2. Klasse |                                                             |
| 24     | aides-canonniers des classes                                                 | Hilfskanoniere der 1. oder 2. Klasse          |                                                             |
| 2      | maîtres canonniers militaires                                                | Erster Kanoniermeister der 1. oder 2. Klasse  | kein Angehöriger der Marine                                 |
| 1      | second maître canonnier militaire                                            | Zweiter Kanoniermeister der 1. oder 2. Klasse | kein Angehöriger der Marine                                 |
| 24     | aides-canonniers militaires                                                  | Hilfskanoniere                                | keine Angehörigen der Marine                                |
| 2      | maîtres timoniers                                                            | Erster Steuermann                             |                                                             |
| 5      | seconds maîtres timoniers                                                    | Zweiter Steuermann                            |                                                             |
| 8      | aides-timoniers                                                              | Steuermannsmaat                               | siehe auch Maat (Dienstgrad)                                |
| 1      | pilote côtier                                                                | KüstenLotse                                   |                                                             |
| 1      | maître charpentier                                                           | Erster Schiffszimmermeister                   | siehe auch Schiffszimmerer                                  |
| 2      | seconds maîtres charpentier                                                  | Zweiter Schiffszimmermeister                  | siehe auch Schiffszimmerer                                  |
| 5      | aides-charpentiers                                                           | Zimmermannsgehilfe                            | siehe auch Schiffszimmerer                                  |
| 1      | maître calfat                                                                | Erster Kalfatmeister                          | Zuständig für die Abdichtung des Schiffsrumpfes (kalfatern) |
| 2      | seconds maître calfat                                                        | Zweiter Kalfatmeister                         | Zuständig für die Abdichtung des Schiffsrumpfes (kalfatern) |
| 5      | aides-calfats                                                                | Kalfatergehilfen                              |                                                             |
| 1      | maître voilier                                                               | Erster Segelmachermeister                     |                                                             |
| 1      | second maître voilier                                                        | Zweiter Segelmachermeister                    |                                                             |
| 2      | aides-voiliers                                                               | Segelmachergehilfen                           |                                                             |
| 1      | capitaine d’armes                                                            |                                               |                                                             |
| 569    | équipage:                                                                    | Schiffsbesatzung:                             |                                                             |
| 95     | matelots de 1e classe                                                        | Matrose 1. Klasse                             |                                                             |
| 95     | matelots de 2e classe                                                        | Matrose 2. Klasse                             |                                                             |
| 95     | matelots de 3e classe                                                        | Matrose 3. Klasse                             |                                                             |
| 95     | matelots de 4e classe                                                        | Matrose 4. Klasse                             |                                                             |
| 125    | novices                                                                      | Leichtmatrose                                 |                                                             |
| 60     | mousses                                                                      | Schiffsjunge                                  |                                                             |
| 129    | garnisons                                                                    | Garnisonssoldaten                             | Waffengattung Infanterie, keine Marinezugehörigkeit         |
| 28     | surnuméraire:                                                                | Zusätzliche Besatzung:                        |                                                             |
| 3      | armuriers                                                                    | Waffenmeister                                 | Handwerksberuf: Waffenschmied bzw. Büchsenmacher            |
| 5      | chirurgiens                                                                  | Wundarzt                                      |                                                             |
| 9      | préposés aux vivres                                                          | Proviantmeister bzw. Proviantverwalter        |                                                             |
| 11     | domestiques                                                                  | Diener                                        |                                                             |

### Containerschiff im 21. Jahrhundert
Typische Zusammensetzung der Besatzung eines konventionellen Containerschiffes des 21. Jahrhunderts:
| Mindest- anzahl | Funktion (Rang/Dienstgrad)                                       | Englische gebräuchliche Rangbezeichnung  | Anmerkung |
| --------------- | ---------------------------------------------------------------- | ---------------------------------------- | --------- |
| 7               | Offiziere:                                                       | Officers:                                |           |
| 1               | Kapitän                                                          | Captain / Master                         |           |
| 1               | Leitender Ingenieur                                              | Chief Engineer / Chief                   |           |
| 1               | Erster Nautischer Offizier                                       | Chief Officer / Chief Mate               |           |
| 1               | Zweiter Technischer Offizier / Ingenieur, Elektrischer Ingenieur | 2nd Engineer, Electric Engineer          |           |
| 1               | Zweiter Nautischer Offizier                                      | 2nd Officer, 2nd Mate                    |           |
| 1               | Dritter Technischer Offizier / Ingenieur                         | 3rd Engineer                             |           |
| 1               | Dritter Nautischer Offizier                                      | 3rd Officer, 3rd Mate                    |           |
| 9               | Mannschaftsgrade:                                                | Ratings:                                 |           |
| 1               | Schiffsbetriebsmeister / Bootsmann                               | Boatswain / Bosun                        |           |
|                 | Schiffsmechaniker                                                | Ship mechanic / Multi-Purpose-Crew (MPC) |           |
| 3               | ≈ Vollmatrose, Öler                                              | Able Bodied Seaman (AB)                  |           |
| 3               | ≈ Leichtmatrose, Wischer                                         | Ordinary Seaman (OS)                     |           |
|                 | Schweißer, Öler, Wischer                                         | Fitter, Oiler, Wiper                     |           |
| 1               | Koch                                                             | Chief Cook / Cook                        |           |
| 1               | Steward                                                          | Steward / Messman                        |           |

Die Besatzungsmitglieder müssen über ein entsprechendes Befähigungszeugnis bzw. Zertifikate gemäß STCW-Code verfügen. Die Mindestbesatzung eines Schiffes wird in einem Schiffsbesatzungszeugnis festgelegt.